# لکه خورشیدی

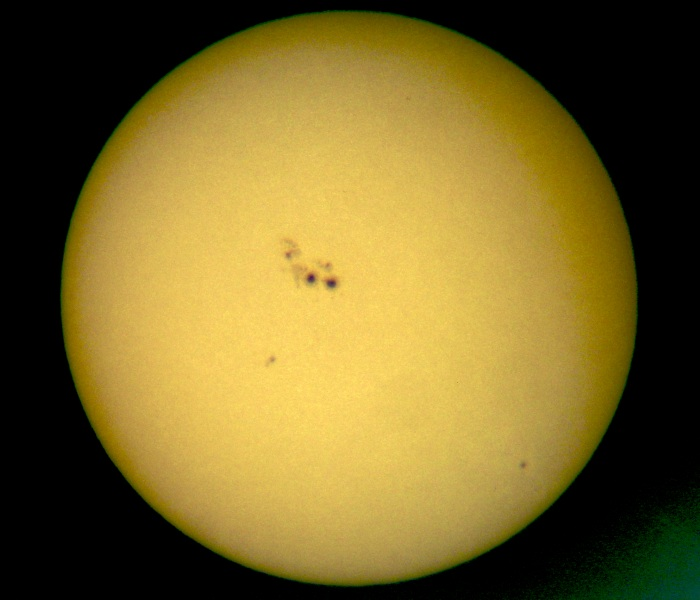
نگاره‌ای از لکه‌های خورشیدی در تاریخ ۲۰۰۴-۰۶-۲۲

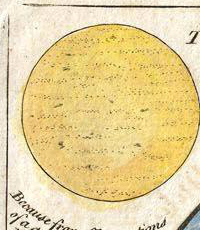
لکه‌های سطح خورشید در نقشهٔ ساموئل دان

این یک تایم لپس از لکه های خورشیدی روی سطح خورشید است که با تلسکوپ خورشیدی آماتور گرفته شده است

لکهٔ خورشیدی رویدادی موقت بر روی سطح خورشید (نورسپهر/فوتوسفر) است که به‌صورت لکه‌هایی تاریک‌تر از نواحی اطراف آنها به‌وسیلهٔ فعالیت‌های شدید شار مغناطیسی که مانع از انتقال گرما می‌شود به وجود می‌آید. این لکه‌ها به علت کاهش درجهٔ حرارت سطح خورشید در آن ناحیه‌ها به وجود می‌آیند. لکه‌های خورشیدی دارای قطرهایی به ابعاد ۱۶ کیلومتر (۱۰ مایل) تا ۱۶۰٬۰۰۰ کیلومتر (۱۰۰٬۰۰۰ مایل) هستند و بزرگ‌ترین آن‌ها بدون تلسکوپ هم قابل مشاهده است. اگرچه این ناحیه‌ها هنوز درجهٔ حرارتی در حدود ۳٬۰۰۰–۴٬۵۰۰ کلوین دارند، تفاوت دمای این ناحیه‌ها با مواد پیرامون؛ حدود ۵٬۸۰۰ کلوین، به آن‌ها اجازه می‌دهد تا به وضوح به عنوان لکه‌های سیاه دیده شوند، همچون بدنه‌ای که از شدت گرما سیاه شده باشد (تقریباً نزدیک نورسپهر) این تابعی از T (دما) به توان چهارم است. اگر یک لکه خورشیدی از نورسپهر/فوتوسفر جدا شود می‌تواند قوس الکتریکی درخشانی را به وجود بیاورد.
لکهٔ خورشیدی، در حین ظاهر شدن از فعالیت‌های شدید مغناطیسی، میزبان آثار دیگری مانند تاج‌های خورشیدی و رخدادهای قطع ارتباط نیز هستند. بیشتر شراره‌های خورشیدی و پس‌زنی تودهٔ تاج سرچشمه در فعالیت‌های مغناطیسی پیرامون منطقهٔ گروه‌های لکه قابل رؤیت خورشید دارند. پدیده‌های مشابهی که به‌طور غیرمستقیم در ستاره‌ها نیز رصد شده‌اند عموماً لکه‌های ستاره‌ای نامیده می‌شوند و در دو نوع روشن و تاریک اندازه‌گیری شده‌اند. این لکه دائمی نیست.

## نحوهٔ کشف و مشخصات

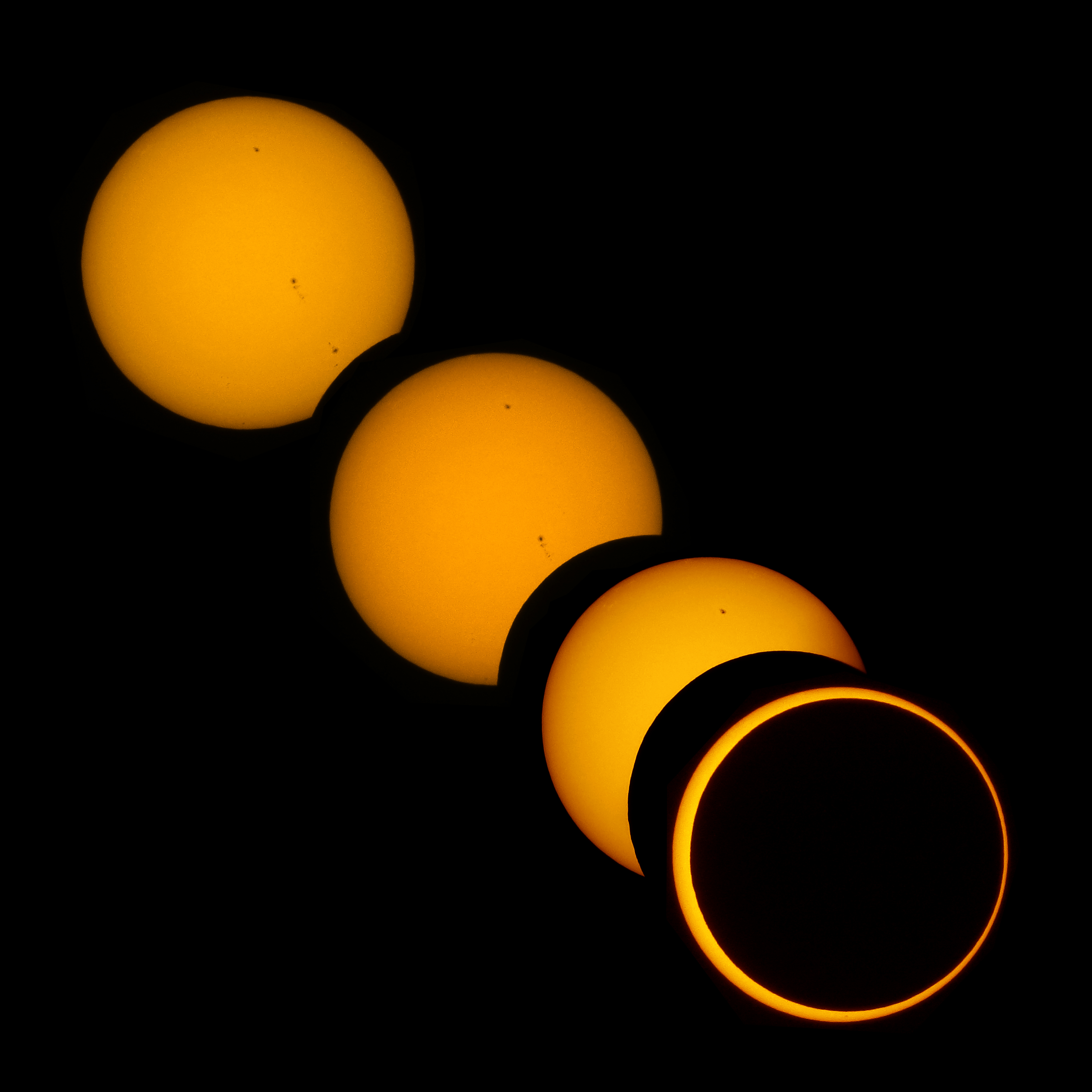
لکه‌های خورشیدی در خورشیدگرفتگی ۱ خرداد ۱۳۹۱

پیش از سال ۱۶۱۵ میلادی اروپاییان عقیده داشتند که خورشید یک کرهٔ تابناک و بی‌لکه باشد.
در آن سال گالیله پیک نجومی خود را چاپ کرد که در آن وجود لکه‌های تاریک (لکه‌های خورشیدی) در سطح خورشید را گزارش کرد و نشان داد که لکه‌های خورشیدی پدیده‌های شیدسپهری (سطح مرئی خورشید) می‌باشند؛ که از اطراف شیدسپهر تاریک‌تر هستند. تاریک‌ترین قسمت یعنی ناحیهٔ مرکزی تمام سایه را می‌سازد. لکه‌های خورشیدی کوچک از روزنه‌هایی که بزرگ‌تر از سطوح تاریک معمول میان دانه‌های روشن هستند گسترش می‌یابند. اگر چه بیشتر روزنه‌ها و لکه‌های کوچک خیلی زود تجزیه می‌شوند اما بعضی از آن‌ها به لکه‌های واقعی عظیم تبدیل می‌گردند بزرگ‌ترین لکهٔ تاریک دارای قطر تمام سایه ۳۰٬۰۰۰ کیلومتر و قطرهای ناحیهٔ نیم‌سایه بیشتر از دو برابر این مقدار است. از این رو گاهی هنگام غروب آفتاب که خورشید رنگ پریده می‌گردد می‌توان بدون نیاز به تلسکوپ هم به وجود این لکه‌ها پی برد.
هر لکه از دو قسمت تشکیل می‌شود. یک قسمت مرکزی که رنگ آن تیره است و دیگری اطراف لکه که رنگ آن نسبت به مرکز روشن‌تر است. ظهور هر لکه در سطح خورشید موقتی است و با ایجاد و وسعت عمل آن در یک مدت زمانی به تدریج محو می‌شود. نحوهٔ از میان رفتن آن به این ترتیب است که روشنی اطراف لکه، به تدریج هستهٔ آن را احاطه کرده و به مرکز نزدیک می‌شود و کاملاً منطقهٔ تیره‌رنگ را نابود می‌کند.
اما بر طبق اسناد و مدارک ثابت‌شده اکنون آشکار است که منجمان چینی لااقل در سال ۲۸ قبل از میلاد آنها را رصد کرده بودند و به احتمالی برهمن‌های مُغ یعنی بازماندگان سیستانی‌های آفتاب‌پرست، منجمان چینی را در این امر راهنما، آموزگار و مددکار بوده‌اند.
در مورد لکه‌های خورشیدی نظرهای گوناگونی ارائه شده‌است که مهم‌ترین آن‌ها نظریهٔ اورشید دانشمند معروف سوئدی است. بر اساس این نظریه، قسمتی از داخل خورشید، به شکل یک جریان به سمت خارج آن حرکت می‌کند و پس از رسیدن به سطح، مانند چتری پراکنده می‌شود و چون بر اثر این عمل فشار و حرارت آن کاسته می‌شود، کمی فشرده و سرد گشته و به شکل لکه‌های تیره‌رنگی در سطح خورشید باقی می‌ماند و به تدریج از میان می‌رود.
مهم‌ترین مشخصهٔ لکهٔ خورشیدی میدان مغناطیسی آن می‌باشد؛ که از حدود ۰٫۱ T تا میدان‌های قویتر ۰٫۴ T اندازه‌گیری شده‌اند و باعث می‌شوند از انتقال انرژی به شیدسپهر از طریق جابجایی، جلوگیری شود. از این روست که لکهٔ خورشیدی سردتر از محیط اطرافش می‌باشد. یک لک خورشیدی دارای قطبش مغناطیسی می‌باشد که لکه‌ها را در دو سوی قطب مغناطیسی جمع می‌کند اما ممکن است استثنائاتی وجود داشته باشد که ناحیهٔ مغناطیس دوم پراکنده باشد و فقط یک لک خورشیدی دیده شود.
تعداد لکه‌های خورشیدی متأثر از زمان است و با زمان تغییر می‌کند و برای بیشترین و کمترین تعداد لکه‌ها یک چرخه‌ای به‌طور متوسط یازده سال را در نظر گرفته‌اند.
وضع خورشید همیشه مانند ۲۰۰ سال گذشته یکنواخت نبوده‌است. بین سال‌های ۱۶۴۵ و ۱۷۱۵ هیچ لکهٔ خورشیدی ثبت نشده‌است!
در خلال حداقل لکه‌های خورشیدی طوفان‌های مغناطیسی و جلوه‌های شفقی که معمولاً در کشورهای اروپای شمالی فراوانند در طی این دوره تناوب ۷۰ ساله واقعاً ناپدید شدند. در سال ۱۷۱۵ که فعالیت‌های خورشیدی مجدداً ظاهر شدند، جلوه‌های شفق در مکان‌هایی مثل استکهلم و کپنهاگ باعث نگرانی شدند.
بیش از ۵۰ سال روی رابطهٔ میان چرخهٔ ۱۱ ساله لکه خورشیدی و محیط زمین مطالعه شده‌است. ویلیام هرشل روی لایه‌های حلقوی تنه درختان که به صورت ۲۰ تایی تاریخگذاری شده بودند، یک تغییر چرخه‌ای در رشد درختان کشف کرد. طی هر دهه یا دو دهه رشد سالانه درختان آهنگی تند و سپس آهنگی کند را داشت. در آخر نیمه قرن ۱۷ این تغییر چرخه همیشگی وجود نداشت این دوره تناوب متناظر با کمینه ماندر در دوره لکه خورشیدی است. مطالعات نشان داده‌است که در ۵۰۰۰ سال گذشته فعالیت خورشیدی مانند کمینه ماندر با دوازده نوسان همراه بوده‌است. مطالعات اخیر نشان داده‌اند که اثرات مستقیم دوره لکه خورشیدی در هوای روز اندک است و لیکن تغییرا ت بلند مدت فعالیت خورشیدی ممکن است در آب و هوای زمین اثر بگذارد. کمینه ماندر در اواخر قرن ۱۷ با بدترین سرمای عصر یخبندان کوچک که اروپا را فلج کرد مصادف شد. رابطه بین فعالیت خورشیدی و محیط زمین مسئله مشکلی است و اغلب با بحث‌های گرم همراه است؛ ولی آنقدر مهم است که نمی‌توان از آن چشم پوشی کرد.

## تغییر عرض جغرافیایی
توزیع لکه‌های خورشیدی در عرض جغرافیایی خورشید به طریق به خصوصی در خلال چرخه ۱۱ ساله تعداد لکه خورشیدی تغییر می‌کند. لکه‌های خورشیدی در آغاز یک چرخه در عرض‌های جغرافیایی بالا (۳۵_+) درجه قرار می‌گیرند. بیشتر لکه‌ها در نزدیکی عرض ۱۵ _+ درجه در لت بیشینه خود و چند لکه در انتهای چرخه خوشه نزدیک ۸۰ _+ درجه واقع می‌شوند. تعداد کمی از لکه‌های خورشیدی را حتی می‌توان در عرض جغرافیایی بالاتر از ۴۵_+درجه مشاهده کرد. زمان حیات یک لک خورشیدی از چند روز (برای لکه‌های کوچک) تا چند ماه (برای لکه‌های بزرگ) طول می‌کشد. در حقیقت یک لکه خورشیدی در همان عرض جغرافیایی که متولد شده از بین می‌رود. (مشخصه‌ای که به ما امکان می‌دهد تا چرخش خورشیدی را تعیین کنیم) آنچه که اتفاق می‌افتد این چنین است. همان‌طور که چرخه پیشرفت می‌کند، لکه‌های جدید حتی در عرض‌های جغرافیایی پا یین ظاهر می‌شوند. اولین لکه‌های عرض جغرافیایی بالا از یک چرخه حتی قبل از آخرین لکه‌های عرض جغرافیایی پایین از چرخه قبلی ظاهر می‌شوند. منشأ گرمای خورشید واکنش‌های هسته‌ای است. در این واکنش هیدروژن به هلیوم تبدیل می‌شود و گرمای فراوانی حاصل می‌شود.

## نگارخانه

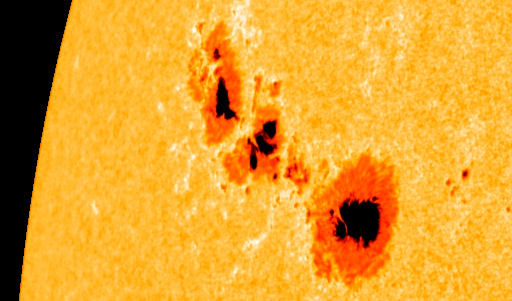
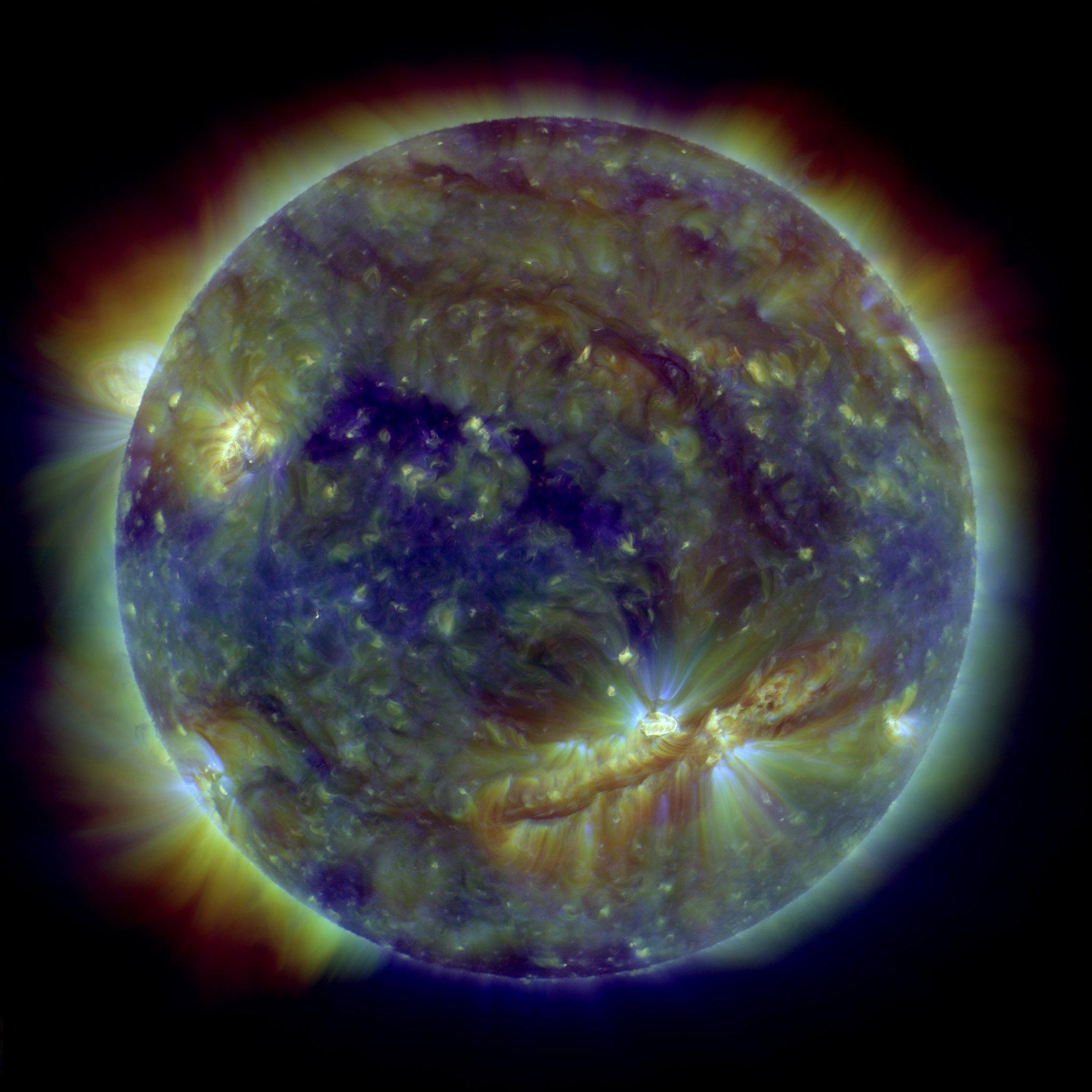
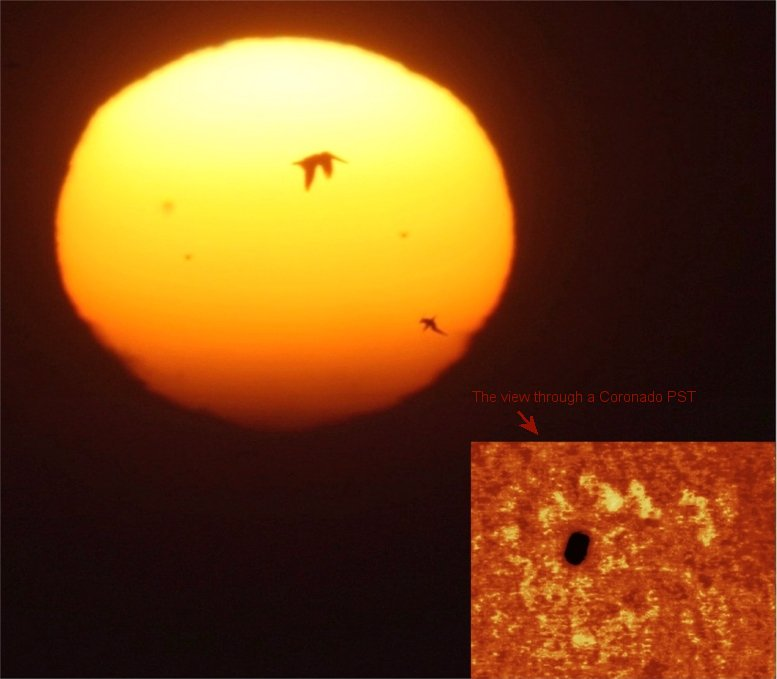
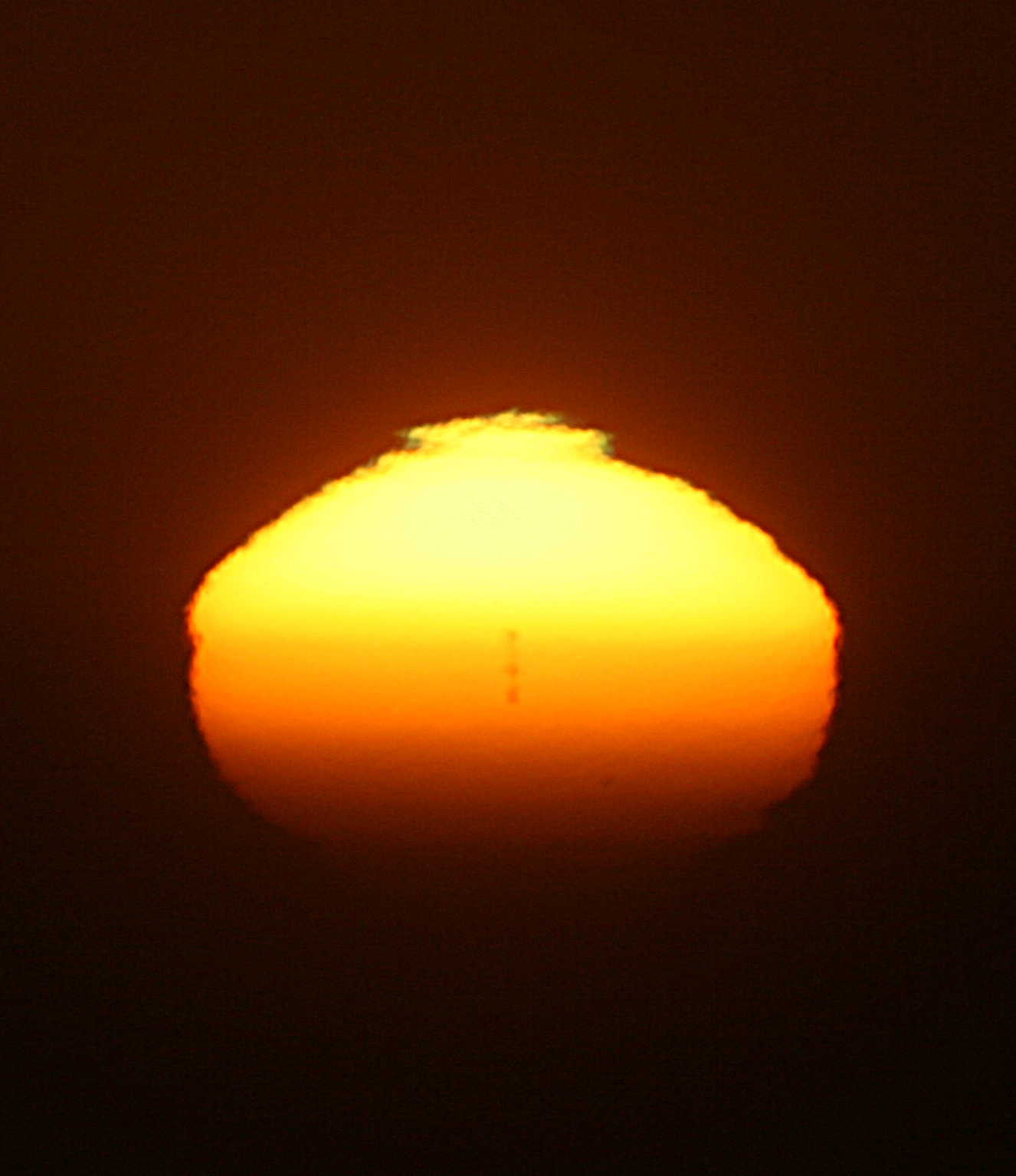
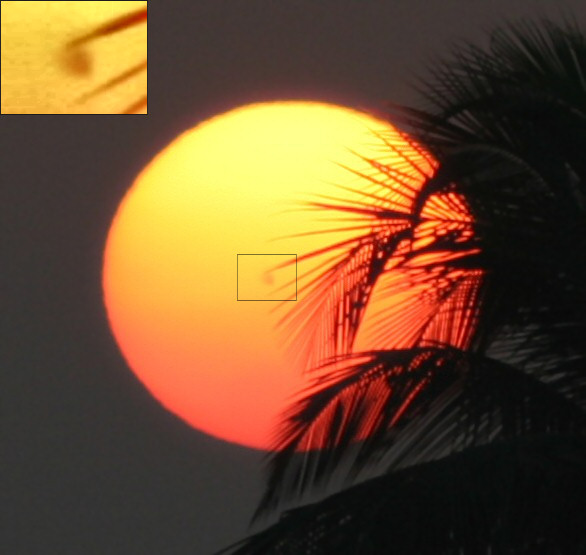
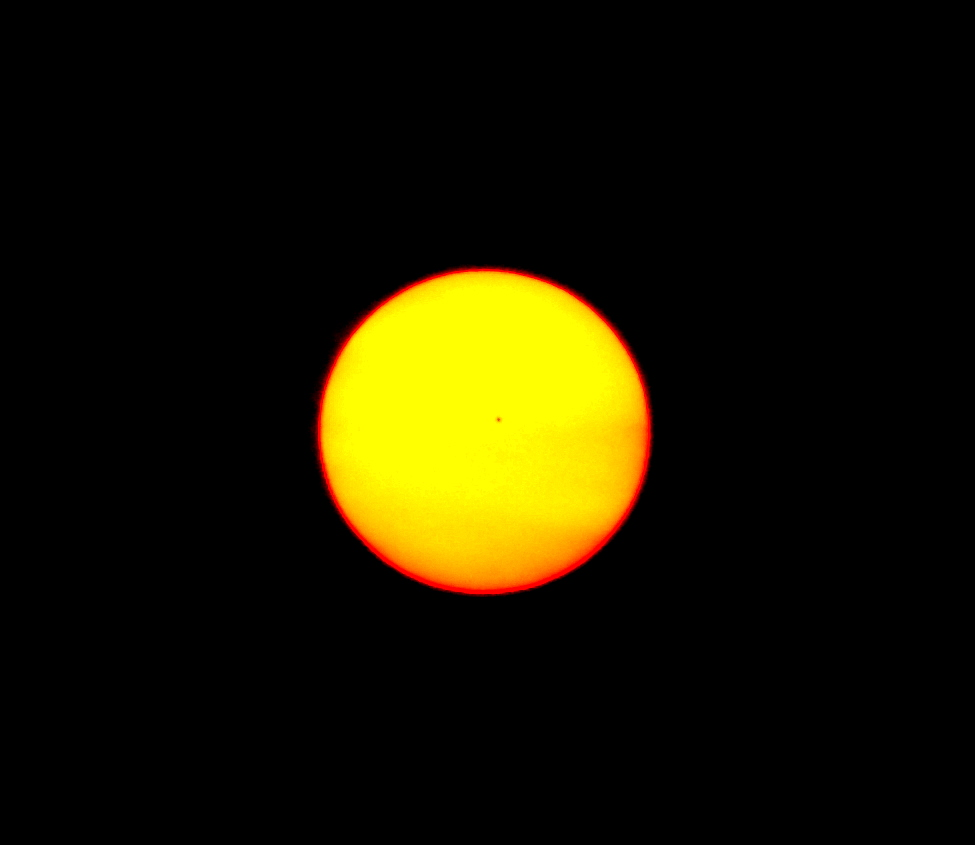